# Heemaf

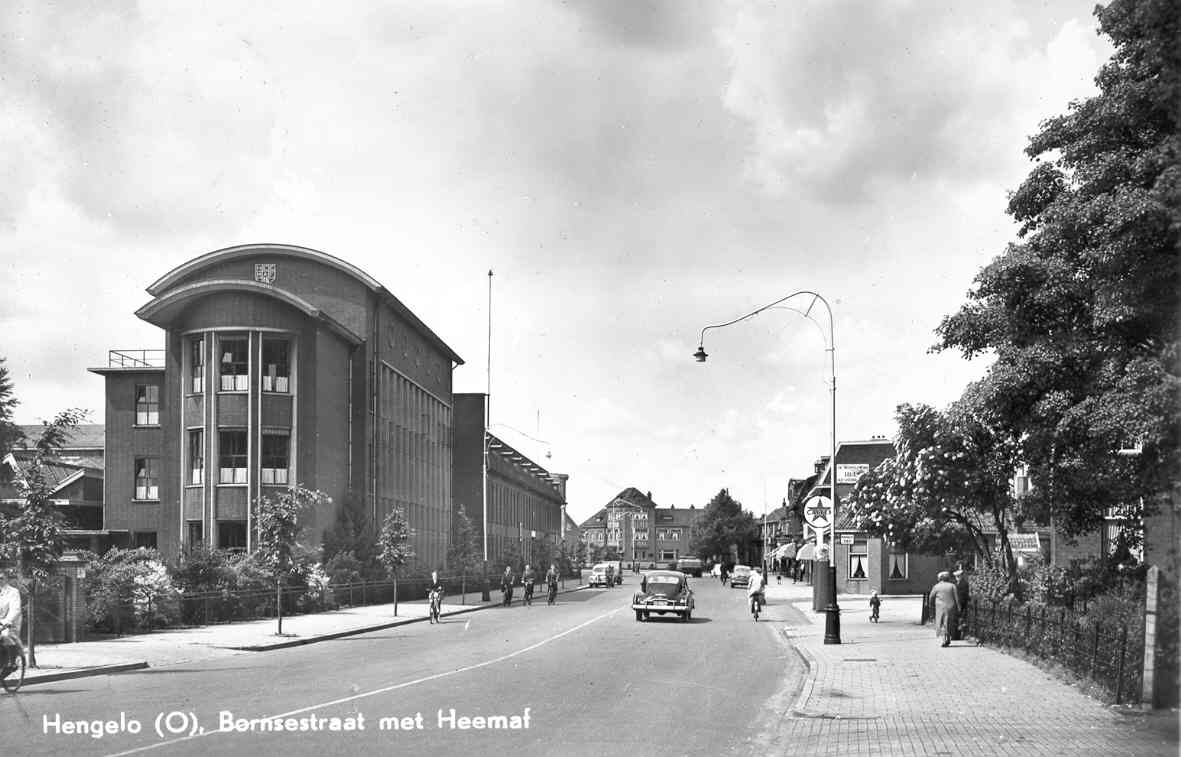
Heemaf aan de Bornsestraat in Hengelo

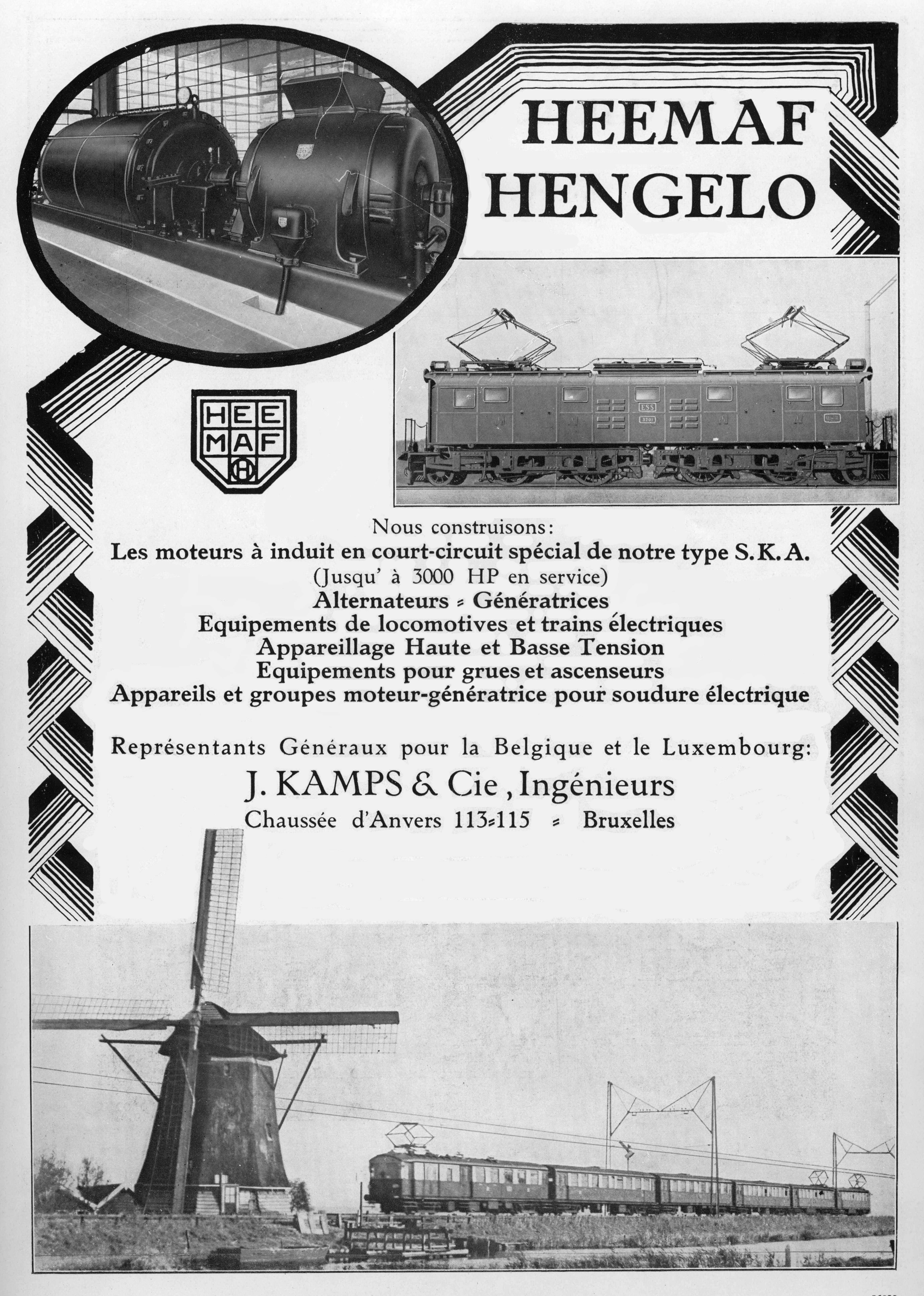
Heemaf-advertentie in de jaren 1930

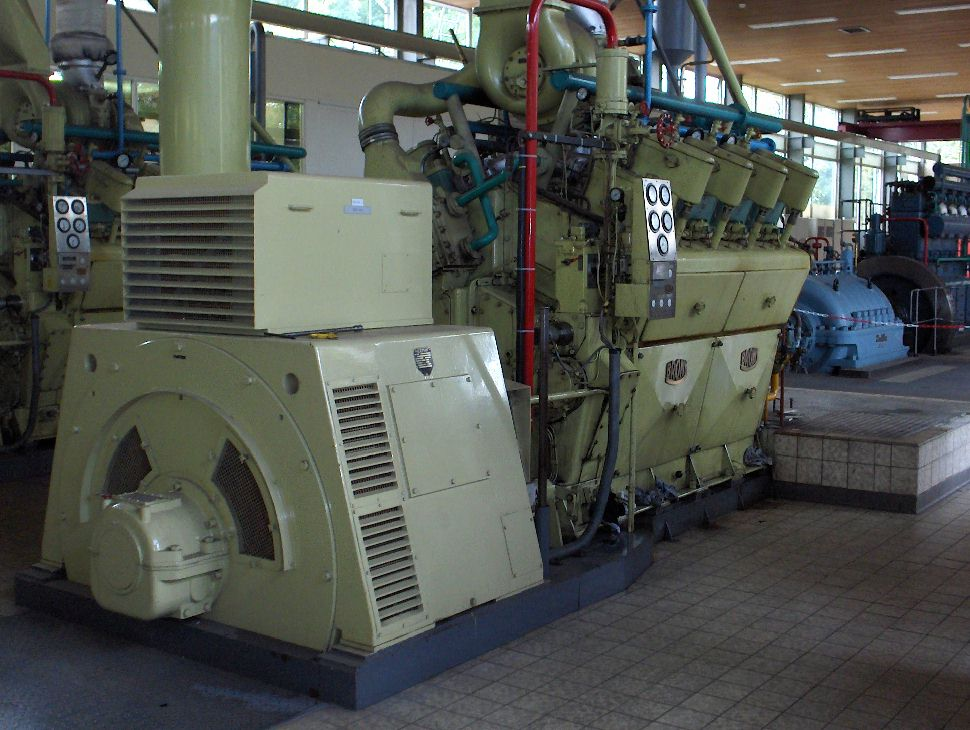
Bronsmotor met Heemafgenerator

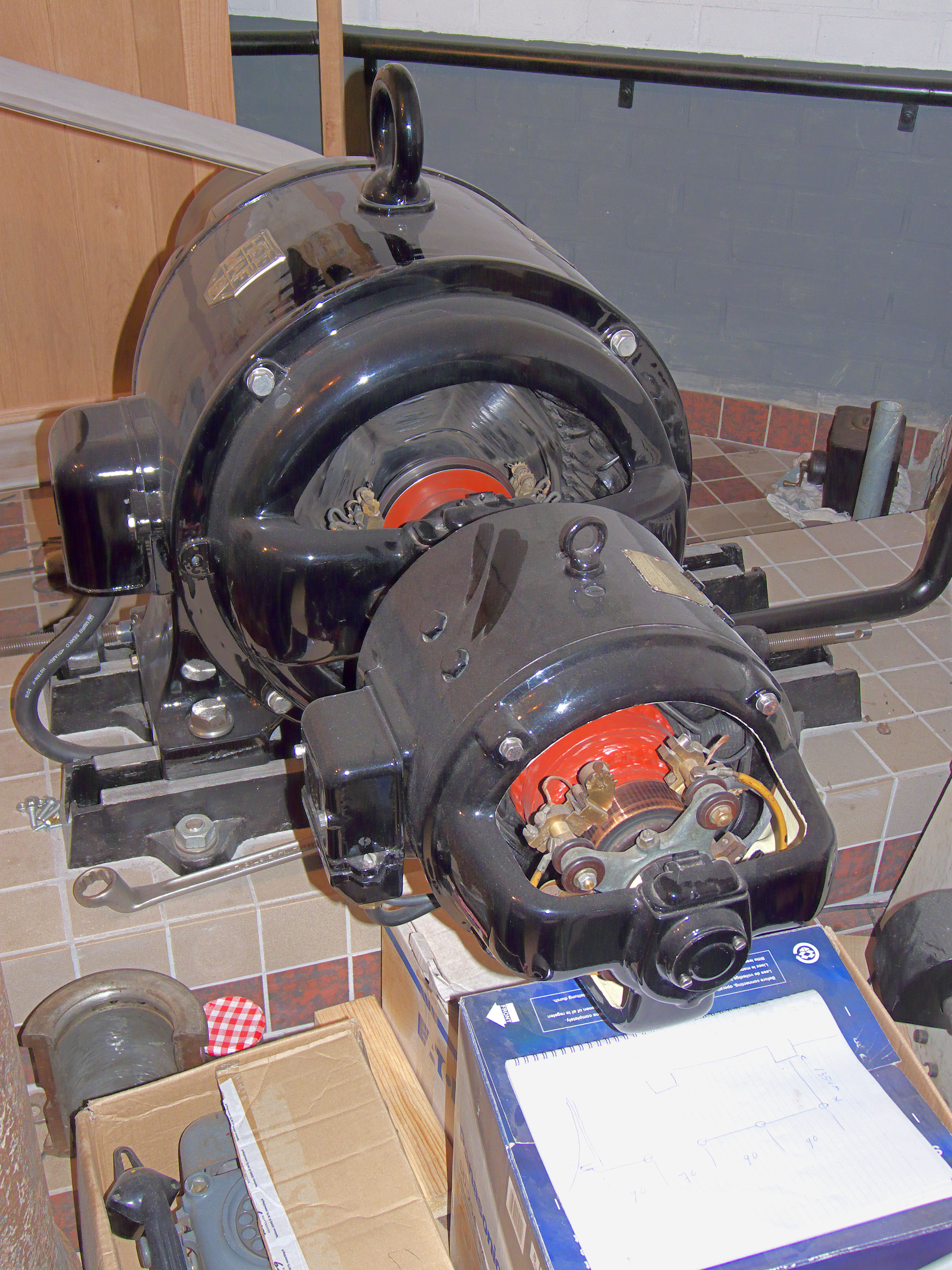
Heemaf-generator in molen De Leeuw (Lettele)

De N.V. Hengelosche Electrische en Mechanische Apparaten Fabriek (Heemaf) was een producent van elektrische machines en apparaten uit het Twentse Hengelo. In 1963 ging de N.V. Heemaf op in Holec, inmiddels onderdeel is van Alstom, Brush HMA, Brush-Barclay, Eaton, Essent, Heemaf BV., N.V. Nuon en Wabtec.

## Ontstaan
In 1884 startte elektrotechnisch ingenieur en elektriciteitspionier Rento Hofstede Crull in Borne een elektrotechnisch bureau dat naast stroomlevering ook nettenbouw en de vertegenwoordiging en handel in elektrische apparaten inhield. Hofstede Crull was onder meer vertegenwoordiger van de Gebr. Körting. Naast aanleg nam zijn bedrijf ook de exploitatie van kleine elektriciteitscentrales ter hand. In 1897 ging hij een samenwerking aan met de ondernemer Willem Willink. In 1900 verhuisde de fa. Hofstede Crull & Willink hun bedrijf naar Hengelo (Overijssel) en begon rond deze tijd onder deze onderneming samen met Willem Willink met lokale elektriciteitsnetwerken in Borne, het Twents Centraal Station (TCS). Hun bedrijf werd in 1908 voortgezet als de N.V. Hengelosche Electrische en Mechanische Apparaten Fabriek., met een startkapitaal van f 500.000, in 1913 al verhoogd tot f 3 miljoen en in 1918 f 5 miljoen.

## Groei
In 1920 waren er 1540 personen werkzaam bij de fabriek in Hengelo en was de bedrijfsoppervlakte uitgegroeid tot 23.200 m² op een  fabrieksterrein van totaal 40.000 m². Het bedrijf groeide verder en diversifeerde. Zo begaf Heemaf zich op het gebied van elektrisch lassen. Daarnaast pionierde het bedrijf met stofzuigers naast concurrent Ruton, ontwierp het als eerste een spaarlamp en leverde het de eerste Nederlandse verkeerslichten. In de jaren vijftig was de N.V. Heemaf het grootste particuliere energiebedrijf van Nederland. Onder hun grootste klanten in Nederland bevonden zich de Nederlandse Spoorwegen (o.a. de elektrische installatie in de "Hondekop" en de elektrische generatoren in de Plan U), de Nederlandse watervoorziening, de Staatsmijnen, de glasindustrie, de papiernijverheid, de chemische industrie, de Paketvaart, de textielindustrie, de aardolie-industrie (o.a. de Bataafsche Petroleum Maatschappij), Philips en de PTT (van 1932 tot 1955 leverde Heemaf telefoontoestellen).

## Heemaf in oorlogstijd
Net zoals ieder ander Nederlands bedrijf in de oorlog kreeg de Heemaf haar grondstoffen via Duitsland. Als tegenprestatie eiste de bezetter dat een bepaald percentage aan zijn eigen economie ten goede kwam. Zo werden in verschillende werkplaatsen van het bedrijf koppen van patronen gedraaid. De toenmalige directeur ir. Keus moest gedogen dat er een "Verwalter" werd aangesteld. Toch had deze functionaris niet zo veel in de (tapte) melk te brokkelen. Van oudsher had de Heemaf veel betrekkingen met de Duitsers onderhouden en er werkten dan ook nogal wat werknemers van Duitsen bloede. Dit was een reden voor de bezetter zijn bemoeizucht wat in te tomen.
Een van de gevaarlijkste momenten beleefde de Heemaf tijdens de april-mei staking, die in Hengelo was begonnen. Het Heemafpersoneel, uiteraard solidair, weigerde elke vorm van arbeid. De bezetter ordonneerde dat er een einde aan deze staking moest komen, omdat de bezetter het als verzet zag. Zo niet dan kon men niet voor de gevolgen instaan.

## Na de oorlog
De naoorlogse expansie leidde, zoals bij meer industriële bedrijven, tot spreiding van de productie. In 1948 werd een onderafdeling opgericht te Zwartemeer voor het wikkelen van kleine motoren en een te Coevorden voor de montage van telefoontoestellen. In 1949 ging Heemaf een overeenkomst aan met de Philips Telecommunicatie Industrie. 

## Internationale reputatie
De door Hofstede Crull aangestelde elektrotechnisch ingenieur H.A. Klinkhamer kreeg de opdracht te zoeken naar een manier om de grote aanloopstroom van motoren enigszins in te perken. Na relatief korte tijd kwam hij in 1921 met een rotorconstructie, die later bekend werd onder de afkorting SKA, Speciaal Kortsluit Anker. Dit type was een flink succes en Heemaf ging internationaal een belangrijke rol spelen. Vele jaren werkte Heemaf samen met het Amerikaanse bedrijf Westinghouse (een licentieverdrag in 1921) en het Duits-Zwitsers bedrijf Brown, Boveri & Cie. Er werden fabrieken en vestigingen in het buitenland opgericht zoals in Duitsland Heemaf DORTMUND SKA (1927) en in België J KAMPS in Brussel en verder in Argentinië, Nederlands-Indië, Zuid-Afrika en Australië. Rond 1960 waren bijna 10.000 werknemers over de hele wereld. 

## Reclame
Vanaf het begin van de twintigste eeuw besteedde Heemaf veel aandacht aan zijn reclameactiviteiten. Tekenaars van naam werden ingeschakeld om de Heemafproducten aan de man te brengen. Pieter Arie Nijgh (Nygh), 1876-1959, was een van hen.

## Einde
In 1962 fuseerde de N.V. Heemaf met Smit Slikkerveer en het jaar daarop, in 1963, hield het in naam op te bestaan, toen het bedrijf fuseerde met NV Fabriek van Electrische apparaten, voorheen F. Hazemeyer & Co., Coq Utrecht, Smit Slikkerveer en Smit Nijmegen Transformatoren tot Holec. De fabriek werd in 1994 gesloten en in 2003 gesloopt, het uit 1939 stammende kantoorgebouw - bijgenaamd Locomotief, ontworpen door architect Dirk Roosenburg - en de (oudere) elektriciteitscentrale met ketelhuis zijn behouden gebleven als industrieel monument.